# Courcelles-au-Bois
Courcelles-au-Bois (picardisch: Courchelle-au-Bos) ist eine nordfranzösische Gemeinde mit 70 Einwohnern (Stand 1. Januar 2022) im Département Somme in der Region Hauts-de-France. Die Gemeinde gehört zum Kanton Albert und ist Teil der Communauté de communes du Pays du Coquelicot.

## Geographie
Die Gemeinde an der Grenze zwischen Picardie und Artois liegt an der Départementsstraße D114 zwischen dem rund 5,5 km entfernten Acheux-en-Amiénois im Südwesten und Sailly-au-Bois im Nordosten. 

## Einwohner
| 1962 | 1968 | 1975 | 1982 | 1990 | 1999 | 2006 | 2010 |
| ---- | ---- | ---- | ---- | ---- | ---- | ---- | ---- |
| 83   | 79   | 72   | 60   | 52   | 74   | 71   | 86   |

## Verwaltung
Bürgermeister (maire) ist seit 2001 M. Joël Bridoux.

## Sehenswürdigkeiten
- Kirche
- Wasserturm
- Britischer Soldatenfriedhof